# Lucia St. Clair Robson
Lucia St. Clair Robson, född 24 september 1942 i Baltimore, är en amerikansk författare av historiska romaner.